# Azorella ranunculus
Azorella ranunculus är en växtart i släktet Azorella och familjen flockblommiga växter.
Arten är en liten buske som förekommer i södra Chile och södra Argentina samt på Falklandsöarna. Den beskrevs av Jules Dumont d'Urville.